# Klub Sportowy „Gryf”
Klub Sportowy „Gryf” – klub sportowy istniejący do 1995 roku w Słupsku. Jego kontynuatorem jest KS Gryfa Słupsk, z sekcją judo.

## Początki sekcji
Judo w Słupsku pojawiło się w latach pięćdziesiątych XX w. wraz z Janem Sańpruchem. W październiku 1958 r. w TKKF „Zdrowie” w Słupsku zorganizowano pierwsze zajęcia połączone z nauką samoobrony. Treningi odbywały się w sali II Liceum Ogólnokształcącego przy ulicy Mickiewicza dwa razy w tygodniu. Pierwszą próbę utworzenia sekcji judo w Gryfie Słupsk podjęto w 1959 r. Mimo że starania te zakończyły się niepowodzeniem, treningi odbywały się dalej w ramach działalności ogniska TKKF „Zdrowie”. Od 1962 r. były prowadzone przez dr. Stefana Teresińskiego, który nie ograniczał się tylko do nauczania, ale organizował również pokazy w celu popularyzacji tego sportu. Dostrzegając te wysiłki Polski Związek Judo powierzył słupskim działaczom organizację Mistrzostw Polski Juniorów w 1966 r.

## Rozwój
Decyzja o powołaniu sekcji judo w klubie sportowym Gryf zapadła ostatecznie w lutym 1968 r. Klub korzystał z sali treningowej Szkoły Milicyjnej przy ul. Krakusa. W niedługim czasie sekcja zaczęła odnosić sukcesy, najpierw w regionie, a potem w ramach gwardyjskiego pionu sportowego na ogólnopolskich igrzyskach młodzieży szkolnej, spartakiadach różnego szczebla, mistrzostwach Polski. Największe sukcesy wśród chłopców odnosił Jerzy Weland (waga lekka), wielokrotny mistrz okręgu w kategorii juniorów i juniorów starszych. W 1973 r. został mistrzem Polski w wadze 58 kg na Ogólnopolskiej Spartakiadzie Młodzieży w Krakowie i mistrzem Gwardyjskiego Pionu Sportowego. W styczniu 1974 r. doskonale wypadł w reprezentacji kraju w meczu z Republiką Federalną Niemiec, wygrywając 2 pojedynki oraz w Międzynarodowym Turnieju w Katowicach, gdzie zajął w wadze piórkowej II miejsce.
Pod koniec lat siedemdziesiątych wraz z poprawą bazy szkoleniowej klubu zajęcia przeniesiono do specjalistycznej hali na stadionie 650-lecia. Pozyskano nowych szkoleniowców, zwiększyła się liczba grup szkoleniowych. Wielu zawodników osiągało znaczące sukcesy, a drużyna klubu Gryf w 1979 r. zajęła IV miejsce (wraz z Gwardią Opole) w Mistrzostwach Polski juniorów w Łodzi. Mimo znaczących sukcesów w kategorii juniorów nie udało się jednak stworzyć drużyny, która odnosiłaby sukcesy indywidualne w kategorii seniorów.
Pod koniec lat siedemdziesiątych w 1968 roku klub przejął nazwę Gwardyjski Klub Sportowy „Gryf” a od 1980 roku do czasu rozwiązania w 1995 r. – KS „Gryf”.
W „Gryfie” judo kobiet zapoczątkowało swoją działalność we wrześniu 1978 r. Już w I Mistrzostwach Polski Kobiet rozegranych w Kielcach w kwietniu 1980 r. brązowy medal zdobyła Bogusława Juryś reprezentująca słupski klub. W następnych latach medalistkami Mistrzostw Polski były: Bogusława Olechnowicz, Stefania Drzewiecka, Anna Udycz, Beata Czaban, Marzena Kostrzewa, Irena Waszkinel, Danuta Wójcik, Lucyna Gołuchowska, Dorota Kosidło.

## Sukcesy
Największe sukcesy w historii klubu i polskiego judo kobiet odniosła Bogusława Olechnowicz. Dwukrotna uczestniczka Olimpiad: w Seulu w 1988 r. (brązowy medal w turnieju pokazowym) i Barcelonie w 1992 r. Trzykrotna złota medalistka Mistrzostw Europy: w Landskronie w 1985, Paryżu w 1987 i 1992, brązowa medalistka Mistrzostw Świata w Essen w 1987 r. Dwukrotna brązowa medalistka Akademickich Mistrzostw Świata, wielokrotna medalistka Mistrzostw Polski, w tym dwukrotnie w kategorii wszechwag (open). Jej sukcesy sportowe cieszyły się dużym uznaniem kibiców w kraju (dwukrotnie w plebiscycie Przeglądu Sportowego znalazła się w pierwszej dziesiątce najpopularniejszych sportowców) oraz w regionie (czołowe lokaty w konkursie Głosu Pomorza na najpopularniejszego sportowca województwa słupskiego).
Drugą zawodniczką, która zdobywała dla sekcji medale była Stefania Drzewiecka – brązowa medalistka Mistrzostw Europy w Paryżu w 1987 r., brązowa medalistka Akademickich Mistrzostw Świata, wielokrotna medalistka Mistrzostw Polski.
Oprócz sukcesów indywidualnych, dziewczęta judoczki prowadzone przez trenera Jerzego Welanda, osiągały sukcesy drużynowe. Zawodniczki zostały Drużynowym Mistrzem Polski w latach: 1984 (turniej w Olsztynie), 1985 (turniej we Wrocławiu), 1986 (turniej w Słupsku), 1987 (turniej w Opolu), 1988 (turniej w Kielcach).

## Obecnie
Mimo załamania pracy sekcji pod koniec lat osiemdziesiątych (głównie w wyniku odejścia wielu doświadczonych trenerów), klub działa nadal. W 1995 r. sekcja judo usamodzielniła się tworząc klub STS „Gryf-3” Słupsk. Obecnie wychowankowie odnoszą sukcesy na Ogólnopolskiej Spartakiadzie Młodzieży i Mistrzostwach Polski Juniorów, a sekcja rozwija swą działalność tworząc filie w szkołach podstawowych nr 4 w Słupsku i w Kończewie. Od 2000 r. popularyzuje judo wśród młodzieży szkolnej organizując zawody w ramach Ligi Szkolnej Judo (początkowo dla szkół podstawowych, później także dla szkół gimnazjalnych).